# Selecciones Ilustradas
Selecciones Ilustradas (en ocasiones abreviada como S.I.) es una agencia de representación artística de dibujantes de historieta e ilustradores españoles en el extranjero. Durante los años 60 y 70 les proporcionó encargos para editoriales primero del Reino Unido y posteriormente de Estados Unidos, como la Fleetway británica y la Warren Publishing americana, aunque sin desdeñar países como Francia, Alemania, los países nórdicos, Sudamérica, Sudáfrica, Australia o Nueva Zelanda.

## Orígenes
La agencia se fundó a instancias de un emprendedor Josep Toutain (1930-1997), que por entonces se dedicaba al oficio de dibujante y viéndose incapaz de encontrar suficiente trabajo para mantenerse en España viajó a Francia a probar fortuna. Esta decisión la tomó después de hablar con el también historietista Francisco Hidalgo el cual se había trasladado a Francia y le habló a Toutain de los mejores salarios que se cobraban allí. Rápidamente se vio con más encargos de los que era capaz de realizar por lo que contactó con conocidos suyos para que realizaran algunos de estos encargos, los tres primeros fueron, sucesivamente, Rafael López Espí, Francisco Cueto y José María Miralles. El estudio original de Selecciones estaba situado en Barcelona, en una buhardilla en la esquina del Paseo de Gracia con la calle Mallorca.
En los siguientes años Toutain se apartó de su labor como dibujante y se centró la dirección artística y en recabar más contactos dentro y fuera de España. En esta primera etapa la mayor parte de encargos extranjeros provenían de los contactos que Toutain había hecho en Francia. En 1954 se asocia con el editor Antonio Ayné Arnau, copropietario de la editorial Toray con sede en Barcelona y en 1956 Selecciones Ilustradas queda definitivamente fundada como empresa, situándose su nuevo estudio en la calle Provenza, entre las calles Cartagena y Dos de Mayo. Esta era al principio: 

«un destartalado lugar lleno de gente menor de 20 años que fumaba compulsivamente y sólo les interesaba hablar de tebeos», que «trabajaban alrededor de un tablero de ping-pong y otros lo hacían en el suelo», pues «apenas había mesas de dibujo».

## La etapa británica
En la segunda mitad de los 50, Selecciones Ilustradas (convenientemente rebautizada como S.I. Artists) se sumó a otras agencias (A.L.I., Bardon Art, Studio Creazioni D'Ami, Studio Giolitti, V.V. Arts, Luis Llorente Creaciones Editoriales o el estudio de Solano López) que desde 1954 se dedicaban a suministrar materiales a la industria británica, una de las más boyantes de la época. El primer contacto con la industria británica lo realizaron juntos Toutain y Jordi Macabich, fundador de Bardon Art, que viajaron en moto a Londres. Posteriormente continuaron sus negocios por separado. En Londres Toutain contó con la ayuda de Luis Ferraz, amigo suyo que vivía en la capital británica y conocía el idioma.
Aunque las revistas masculinas solían incluir una mezcla de aventuras, deporte, guerra, humor y suspense, Selecciones se dedicó sobre todo a abastecer de historietas sentimentales las publicaciones femeninas y hacia finales de la década casi todas las de la Fleetway (Valentine, Mirabelle, Roxy o Marilyn) estaban casi totalmente copadas por españoles. Autores como Carlos Freixas, García Pizarro, Enrique Badía Romero o Carles Prunés colaboraron en esta época y hasta principios de los 70, mostrándose muy hábiles en el género romántico, aunque al principio cometían errores de ambientación y mobiliario, por lo que necesitaron un archivo fotográfico de elementos urbanos de Londres, que Toutain y Josep María Beà reunieron durante una estancia de una semana en la ciudad. Jorge Longarón y Pepe González eran los referentes gráficos del resto de dibujantes.
Toutain compró también dos pisos de gran lujo que ocupaban toda la sexta planta de un edificio en el Paseo de San Juan Esquina Diagonal para trasladar allí su oficina. la cual funcionaba ya como una auténtica máquina bien engrasada:

con más de 50 mesas todas ellas ocupadas por chavales que llenaban páginas copiando como bellacos. El jefe de estudio controlaba el asunto, recibía los guiones de Francia e Inglaterra, los mandaba traducir, se acercaba a ti con un montón de ellos, te daba uno y decía: «Toma, ahora tienes que hacer una historieta de guerra de veinte páginas, cuando la termines te daré otra. Entrégala pronto si quieres cobrarla» (nos pagaban en metálico cada quince días, religiosamente).

Otra característica destacada del estudio eran las crueles bromas que se hacían mutuamente los dibujantes. Todo ello sería reflejado en la serie "Los profesionales" de Carlos Giménez. En 1963 Ayné abandona Selecciones quedando Toutain como responsable único de la agencia.
Durante este periodo se empezó a trabajar también para el mercado escandinavo, tras unas visitas de Guillermo Hierro. Este mercado era distinto al británico; tenía poca producción propia pero compraba gran cantidad de material sindicado. También demandaba portadas de calidad y sus precios eran buenos. El mercado alemán también fue abierto por Hierro, pero este demandaba principalmente ilustración y algunas historietas sindicadas. La ilustración a color abrió nuevas perspectivas a la agencia que hasta entonces había trabajado casi exclusivamente en blanco y negro. Muchos dibujantes aprendieron en esta época la técnica del color y grandes ilustradores se iniciaron de este modo, como Fernando Fernández, Enric Torres, José María Miralles, o Félix Mas.
En total Selecciones trabajó en este periodo, bien por encargo directo o bien vendiendo sindicación, para Gran Bretaña, Dinamarca, Noruega, Suecia, Finlandia, Alemania, Francia, Italia, Portugal, Yugoslavia, Turquía, Argentina, Brasil, México, Japón, Australia e incluso India.

### Administración
Durante esta época la plantilla la formaban, aparte de los dibujantes y guionistas y personas mencionadas, los siguientes:
- Marcel Miralles, hermano de José María Miralles, encargado de la producción. También en esta sección estaba Manuel García Ledo.
- Guillermo Hierro, encargado de la producción y de contactos en el extranjero, ya que era políglota. Fue sustituido tras su partida de la compañía por Jordi Sánchez (después director de S.I.) y su asistente Rafael Martínez (después director de ventas). La parte de realización se dividía en producción y ventas. Sánchez y Martínez se acabaron encargando de las ventas y Marcel Miralles de la producción.
- Blay Navarro, encargado de las cuentas y pagos. También escribía guiones.
- Manel Domínguez, encargado de la sindicación y después de la producción. Se llamaba sindicación a las historietas producidas por iniciativa de la propia Selecciones, sin que mediara un encargo previo, y que luego se vendían a diversos clientes. Las realizaban los dibujantes noveles o los más veteranos si tenían tiempo, ya que se daba prioridad a los encargos.
- Emilia Rodríguez, novia y posterior esposa de Toutain, encargada de los controles de sindicación.
- María Dembilio, dibujante y correctora.
- Luis Frau, se encargaba de la organización y la administración en general.
- Joaquim Pujol, ayudante del anterior y que le sucedió en la administración económica cuando se jubiló.

También había chicos de los recados, que solían ser aficionados al dibujo y que en ocasiones se añadieron después a la plantilla, como Nebot o Francisco Guinovart.

## La etapa americana[8]
Tras Gran Bretaña, durante la década de los 60 los autores españoles de historieta extendieron su trabajo por diversos países europeos, como Alemania, Francia y muy especialmente Escandinavia. Sin embargo aún quedaba por explotar el mayor mercado del mundo que era el de Estados Unidos. Enric Torres y otros ilustradores aficionados a las historietas de la Warren pensaron que su estilo podía encajar en Estados Unidos y animaron a Toutain a probar suerte. Por ello en 1970 Josep Toutain viajó a Nueva York con una carpeta llena de originales y acompañado de Pamela Copp, que había trabajado para S.I. en Londres y después se había mudado a EE. UU., se entrevistó con el editor Jim Warren. Este había decidido no someterse a la regulación del Comics Code Authority que prohibía la exhibición de imágenes macabras, violentas o cualquier insinuación erótica, y empezado a publicar revistas de terror como Creepy, Eerie y Vampirella. 
Jim Warren quedó impresionado por la relación calidad/precio de los dibujos y al año le devolvió la visita al español, firmándose un contrato que permitió la publicación de las primeras historietas. En realidad Carles Prunés ya había publicado en el n.º 30 de Creepy 18 meses antes pero no lo hizo a través de Selecciones.
También la Marvel se interesó en los españoles para sus revistas de superhéroes y se llegó a dibujar alguna historieta de prueba pero esta editorial tenía su propia plantilla y no hubo más encargos. Otras editoriales realizaron encargos importantes como la Dell Publishing, para ilustrar las portadas de sus novelas, principalmente por parte de Sanjulián y Enric Torres.
Tras una primera hornada de artistas con resultados satisfactorios pero desiguales S.I. promocionó un nuevo grupo proveniente del estudio valenciano de Luis Bermejo que suplantó a muchos de los anteriores formando la columna vertebral de la editorial durante el resto de la década. Desde 1972 a 1974 los artistas de S.I dibujaron el 80% de los contenidos así como la mayoría de las portadas, y algunos, como Josep María Beà pronto se atrevieron a ilustrar sus propios guiones. 
La agencia colaboró igualmente con la editorial Skywald, rival de Warren, desde principios de los 70 hasta mediados de la década, si bien Toutain intentaba reservar a los artistas de mayor calidad para la segunda, y para evitar conflictos no se emplearon a los mismos dibujantes para ambas. Muchas de estas historietas, tanto de Warren como de Skywald, fueron publicadas posteriormente en España en revistas como Dossier Negro, Vampus o las propias versiones de las cabeceras norteamericanas diseñadas por Toutain. 
Aparte de historietas, la agencia facturaba fotonovelas de Corín Tellado para Editorial Rollán, muchas de ellas protagonizas por Margit Kocsis y con los dibujantes de la compañía actuando de extras. Para esto se instaló un estudio fotográfico bastante completo. Este formato había tenido éxito en Francia e Italia. En S.I. se empleó una técnica de composición novedosa con ampliaciones y encuadres más parecidos al cómic. Se realizaron numerosas fotonovelas producidas por Marcel Miralles durante un tiempo con considerable éxito. La producción cesó cuando se perdió un juicio por los derechos de edición, ya que Corín Tellado había firmado otro acuerdo previamente con Bruguera.
Al frente de la agencia en EE. UU. estuvo primero Pamela Copp, después Sharon Avery y después Bernd Metz y Herb Spiers, su ayudante.

## Elboom del cómic adulto en España(1978-)
Tras la creación de Toutain-Editor en 1973, Josep Toutain se centraría cada vez más en el negocio editorial, lanzando revistas como 1984 (1978); Creepy, (1979) o Comix Internacional (1980), que ayudaron a consolidar en el país una historieta de calidad y proyección internacional. Aun entonces, se servía de sus contactos en el extranjero, lo que le permitía pagar a sus autores unas 5.000 pesetas por página publicada en, por ejemplo, 1984, pero todavía más, unas 15.000, por los derechos de venta al extranjero.
Sin embargo desde mediados de los 70 la agencia fue menguando progresivamente. Algunos miembros importantes abandonaron S.I. y la demanda internacional descendió progresivamente. En 1983 la Warren quebró. Toutain creó una editorial en Estados Unidos llamada Catalan Communications, con Bern Metz al frente, haciéndose cargo de la agencia Herb Spiers.
La actividad de S.I. tuvo un repunte cuando a Marcel Miralles se le ocurrió hacer personajes de licencia para Estados Unidos, como los de la Disney y otras franquicias. De este periodo destacan José Cánovas, Cardona, Isidre Monés, Francesc Mateu, González Vicente, Segundo García y Serrat entre otros.

## Actividad posterior
Tras la crisis del cómic de los años 90 y los problemas de salud y el posterior fallecimiento de Toutain en 1997 la actividad de la agencia decayó mucho. La empresa sigue en funcionamiento en la actualidad aunque dedicada solo a la ilustración. 
Su nombre social es Selecciones Ilustradas, S.I. Artists S.L. y tiene su sede en la calle Balmes n.º 357, Barcelona 08006.

## Legado
Sin duda la mayor contribución de Selecciones es que permitió a numerosos artistas españoles desarrollar su talento en unas condiciones laborales que eran inconcebibles en la España de la época, lastrada por la penuria económica, la censura y la apatía, recibiendo reconocimiento internacional. Las condiciones laborales y económicas fueron mejorando conforme el talento y la capacidad de los dibujantes era reconocida. De cobrar 25 pesetas por viñeta en Francia se pasó a 125 en Inglaterra. Ya con la Warren, podían cobrar hasta 80.000 pesetas "por una portada, que te llevaba dos días de trabajo", aunque tales cantidades de dinero no fueron siempre gastadas de forma provechosa.
Otro logro fue el del reconocimiento, pues la mayoría de autores no tenían derecho a firmar sus obras hasta que empezaron a trabajar para la Warren. También es notable la libertad creativa que fueron ganando progresivamente, de trabajar en Bruguera y otras editoriales españolas que obligaban a seguir una pauta de trabajo sumamente estricta los dibujantes pasaron a escribir algunos de los guiones de sus obras en tiempos de la Warren, a elegir al guionista o a crear nuevos personajes por iniciativa propia. 
La historia de la agencia ha sido llevada al cómic por Carlos Giménez, que cuenta en clave de humor en su serie Los Profesionales sus vivencias y anécdotas vividas en la agencia. Por su parte el dibujante Fernando Fernández ha escrito un libro de memorias titulado Memorias Ilustradas en el que narra los recuerdos de su paso por la agencia.

## Artistas representados
Esta es una lista de algunos de los dibujantes e ilustradores más notables que pasaron por la agencia.
| - Juan Antonio Abellán - Vicente Alcázar - Artur Aldomà Puig - César Álvarez Cañete, Zesar - Domingo Álvarez Gómez - Pedro Añaños - Rafael Aura León, Auraleon - Alfonso Azpiri - Ángel Badía Camps - Enric Badia Romero - Jordi Badia Romero - Josep María Beá - Luis Bermejo - Emilio Bernardó - Jordi Bernet - Aurelio Bevia - Jesús Blasco - Joaquín Blázquez - Daniel Branca - Joan Beltrán Bofill - Jaime Brocal Remohí - José María Cardona Blasi - Emilia Castañeda Martínez - Florenci Clavé - Luis Collado Coch - Antonio Colmeiro - Francisco Cueto - Jesús Durán - Ramón Escolano - Fernando Fernández - Manel Ferrer, Manel | - Alfons Figueras - Alfonso Font - Chiqui de la Fuente - Víctor de la Fuente - Miguel Fuster - Jorge Gálvez Badía - Amador García Cabrera - Luis García Mozos - José García Pizarro - Carlos Giménez - Juan Giménez - Eugenio Giner - Jordi Ginés Soteras, Gin - Pepe González - Francisco González Vilanova - Göte Göransson - Rafael Griera Calderón - Josep Gual i Tutusaus - Fernando Güell - Francisco Guinovart Rotllán - Eloy Jiménez - Jaime Juez i Castellà, Xirinius - Jorge Longarón - José Lombardía - Rafael Losada - Rafael López Espí - César López Vera - Esteban Maroto - Santiago Martín Salvador - Joan Martí, Petronius - José María Martín Sauri | - Rafael Martínez - Pedro Martínez Henares - Félix Mas - Josep Miralles - Isidre Monés - Enric Montserrat - Ángel Nadal - Joan Nebot - Josep Nebot - José Ortiz - Suso Peña - José Antonio Pérez Mascaró - Carlos Pino - Carles Prunés - Miguel Quesada - Lluís Ribas - Luis Roca - Felipe de la Rosa - José Rubio - Martín Salvador - Leopoldo Sánchez - Manuel Sanjulián - Santiago Scalabroni - Vicente Segrelles - Enric Sió - Manfred Sommer - Ramón Torrents - Enric Torres-Prat - Adolfo Usero Abellán - Víctor Arriagada Ríos, Vicar - Mari Carmen Vila Migueloa, Marika |